# Long Ambients 1: Calm. Sleep.
Long Ambients 1: Calm. Sleep. je studiové album amerického hudebníka Mobyho. Hudebník jej představil v únoru 2016, kdy jej nabídl zdarma ke stažení na webu své restaurace Little Pine. Obsahuje celkem jedenáct dlouhých ambientních stop. Délka alba dosahuje čtyř hodin.

## Seznam skladeb
| Pořadí | Název | Délka |
| ------ | ----- | ----- |
| 1.     | LA1   | 20:52 |
| 2.     | LA2   | 18:59 |
| 3.     | LA3   | 22:52 |
| 4.     | LA4   | 17:31 |
| 5.     | LA5   | 35:39 |
| 6.     | LA6   | 19:13 |
| 7.     | LA7   | 18:04 |
| 8.     | LA8   | 20:07 |
| 9.     | LA9   | 27:32 |
| 10.    | LA10  | 23:39 |
| 11.    | LA11  | 20:24 |